# Albert Productions
La Albert productions è un'etichetta discografica australiana. La label è nota in particolare per aver pubblicato, in passato, i lavori degli AC/DC e dei Rose Tattoo.

## Alcuni artisti per la Albert
- AC/DC
- Billy Thorpe & The Aztecs
- Breed 77
- Chicco's Band
- Dallas Crane
- George Young
- Graham Lowndes
- happylife
- Harry Vanda
- Aleesha Rome
- John Paul Young
- Oblivia
- Skybombers
- Stevie Wright
- The Answer
- The Easybeats
- The Marcus Hook Roll Band
- The Missing Links
- The Throb